# Dolina Głęboka

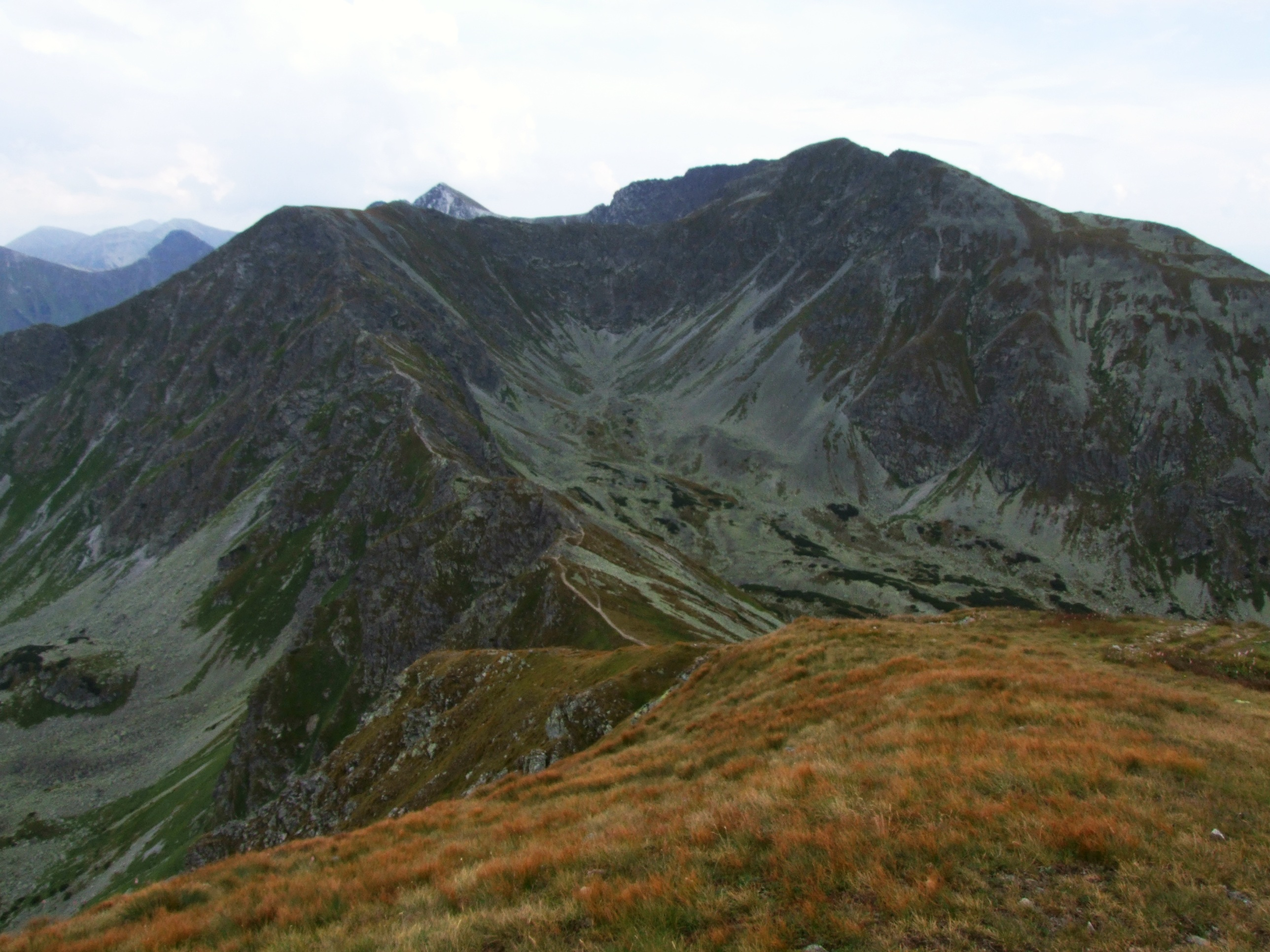
Górna część Doliny Głębokiej z kotłem Głębokiego Worka

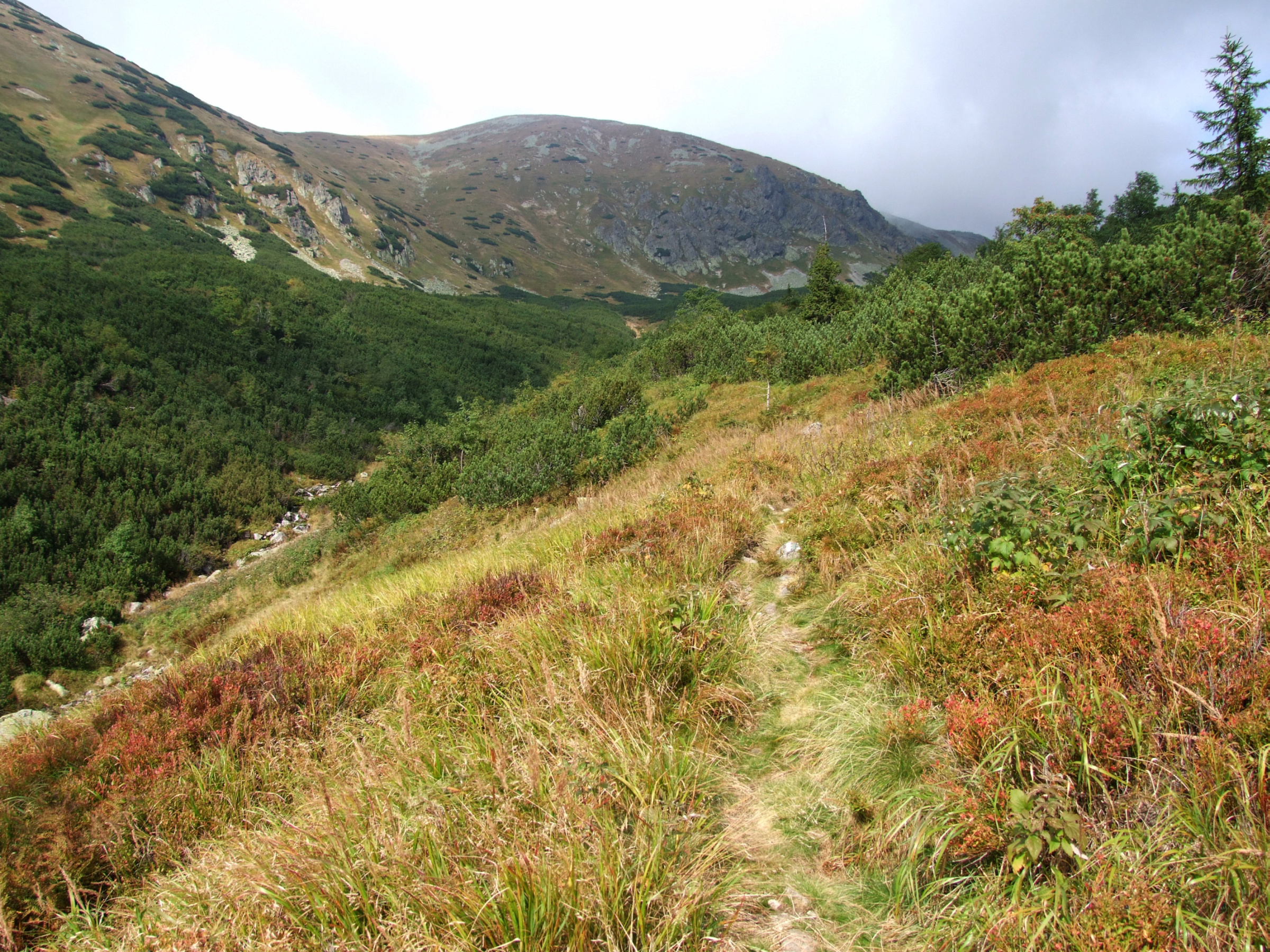
Dolina Głęboka przy polanie Nowa Hala

Dolina Głęboka (słow. Hlboká dolina) – dolina w słowackich Tatrach Zachodnich będąca dużą, orograficznie prawą odnogą doliny Parzychwost. Odgałęzia się od niej nieco poniżej rozdroża Praszywe na wysokości ok. 1090 m. Początkowo biegnie w północnym kierunku. W połowie swojej długości łukowato zmienia kierunek na wschodni i wzdłuż grani głównej Tatr Zachodnich podchodzi pod zachodnie stoki Pachoła i Spalonej Kopy. Orograficznie prawe jej obramowanie tworzy odcinek grani głównej od Pachoła przez Spaloną Kopę i Skrzyniarki po Małego Salatyna, dalej boczna grań odchodząca od Małego Salatyna zwana Jałowiecką Horą z Wielkim Łyścem i Małym Łyścem. Obramowanie lewe tworzy zachodnia grańka Pachoła i jej południowo-zachodnie ramię Zawraty. Najwyższe piętro Doliny Głębokiej to wciśnięty pomiędzy Pacholę i Spaloną Kopę polodowcowy kocioł zwany Głębokim Workiem lub Kieszenią (Vrece). Dolina ma jedno lewoboczne odgałęzienie – Głęboki Żleb. Dnem Doliny Głębokiej spływa Głęboki Potok.
Dolina ma długość 4 km i powierzchnię 3,5 km². Opada do doliny Parzychwost wysokim progiem. Głęboki Potok wciął się głęboko w ten próg, tworząc dziki i głęboki jar z wodospadami. Pasterze liptowscy miejsce to nazywali Głębokie (Hlboké) i od tego pochodzi nazwa całej doliny. Dolina była dawniej wypasana. Na wysokości ok. 1400 m na polanie Nowa Hala miała swój szałas słowacka miejscowość Jałowiec. Dolna część doliny jest zalesiona, natomiast górna to dzikie i kamieniste pustkowie. Prowadzi przez nią szlak turystyczny, należący do najrzadziej uczęszczanych przez turystów w Tatrach.

## Szlaki turystyczne
– zielony: rozdroże do Parzychwostu – Praszywe – Pośrednia Salatyńska Przełęcz. Czas przejścia: 2:30 h, ↓ 2:10 h.